# X-Men: Mutant Academy 2
X-Men: Mutant Academy 2 es un videojuego de lucha en 2.5D desarrollado por Paradox Development y publicado por Activision para PlayStation. Fue el 18 de septiembre de 2001. Es la secuela de X-Men: Mutant Academy y predecesora de X-Men: Next Dimension.

## Jugabilidad
X-Men: Mutant Academy 2 es un juego de acción y lucha 2.5D. Los personajes y entornos están modelados en 3D, pero la jugabilidad se limita a un plano 2D. Al igual que su predecesor, predecesor, el juego permite al jugador seleccionar entre varios héroes y villanos de la franquicia X-Men e incluye muchos de los movimientos característicos de los cómics. El juego también incluye un vistazo entre bastidores a los bocetos conceptuales, el vestuario y otros materiales similares de X-Men (2000). Se ofrecen cuatro modos de juego.
- Entrenamiento en la Academia: Aquí se pueden desbloquear trajes alternativos. La mayoría de los personajes pueden desbloquear dos trajes, pero seis personajes no.
- Arcade: En este modo, es posible desbloquear las películas finales de los personajes. Otra característica adicional es la posibilidad de desbloquear personajes adicionales. Psylocke se desbloquea tras completar el juego con Wolverine, y Juggernaut se desbloquea tras completar el juego con todos los personajes, incluyendo a Psylocke. Hay dos personajes especiales que se pueden desbloquear tras obtener los personajes adicionales. Spider-Man se desbloquea si el jugador lo encuentra y lo derrota en el Modo Arcade, y Profesor X se desbloquea tras completar el juego con Juggernaut.
- Versus: Permite que dos jugadores se enfrenten entre sí usando los personajes disponibles. Al completar el Modo Arcade, se desbloquea la arena Fiesta en la Piscina, que cambia los aspectos de los personajes a temas de piscina/playa.
- Supervivencia: El Modo Supervivencia permite al jugador elegir un solo personaje e intentar derrotar a varios enemigos sin perder salud. Cuando la barra de salud del jugador se agota, la partida termina. Cada partida del Modo Supervivencia consta de una ronda; se contabilizan victorias y perfeccionamientos (derrotas sin perder salud) y, al ser derrotado, se coloca al jugador en una tabla de clasificación.

### Personajes
X-Men: Mutant Academy 2 cuenta con un total de 18 personajes jugables, incluyendo los 10 personajes de la versión para PlayStation de Mutant Academy y ocho nuevos. Mutant Academy 2 es también el único juego de la serie que incluye un personaje jugable ajeno a la franquicia de X-Men, Spider-Man. Los nuevos personajes están marcados en negrita:
- Beast
- Cyclops
- Forge
- Gambit
- Havok
- Juggernaut
- Magneto
- Mystique
- Nightcrawler
- Phoenix
- Professor X
- Psylocke
- Rogue
- Sabretooth
- Spider-Man
- Storm
- Toad
- Wolverine

## Recepción
A diferencia de X-Men: Mutant Academy, el juego recibió críticas mayoritariamente positivas. Muchos elogiaron sus gráficos mejorados, nuevos personajes, jugabilidad, personajes ocultos, entorno 3D y la mayor cantidad de combos.[cita requerida] Sin embargo, algunos criticaron la falta de modos de juego y la dificultad para ejecutar los combos.[cita requerida]
En 2011, Complex lo clasificó como el 43.º mejor juego de lucha de todos los tiempos.